# جمعية الصداقة العربية الألمانية
منظمة الصداقة العربية الألمانية هي جمعية غير ربحية تأسست عام 2007 ومقرها في برلين. تعمل في المجالات الاقتصادية، والسياسية، والثقافية، والتعاون الإعلاميبين ألمانيا ودول الوطن العربي. وتهدف إلى تطوير التعاون بين ألمانيا والعالم العربي على أسس من الصداقة والتفهم والثقة المتبادلة.

## أهداف
تريد جمعية الصداقة العربية الألمانية أن تعمل على تعميق العلاقات من خلال تحسين الاتصالات وتبادل معلومات بين الدول العربية وألمانيا. لذلك تتعاون جمعية الصداقة العربية الألمانية مع السفارات العربية ومنظمات حكومية وغير حكومية.

## مجالات العمل
تجد أربع مجالات العمل: السياسة، التعاون الاقتصادي، الثقافة والعلوم والتعليم، الإعلام والاتصالات.